# 46513 Ampzing
46513 Ampzing este o planetă minoră (asteroid) din centura de asteroizi. A fost descoperită pe 16 martie 1972 la Observatorul Palomar de Tom Gehrels. 
Obiectul prezintă o orbită caracterizată de o semiaxă mare de 1,9102514764422 UAi, o excentricitate de 0,07, o înclinație de 22 ° în raport cu ecliptica.